# Bat Pussy
Bat Pussy ist ein US-amerikanischer Pornofilm unbekannten Produktionsjahres, der vermutlich Anfang der 1970er Jahre produziert wurde. Der Film ist an die Fernsehserie Batman angelehnt, die zwischen 1966 und 1968 gedreht wurde. Damit handelt es sich zum einen um ein frühes Beispiel für eine Pornoparodie, zum anderen erreichte der Film Kultstatus, weil er häufig als schlechtester Pornofilm aller Zeiten bezeichnet wurde.

## Inhalt
Der Film beginnt mit einem Vorwort, in dem erklärt wird, dass es sich hierbei um einen Spielfilm für Erwachsene handelt.
Das Ehepaar Buddy und Sam versucht, sich gegenseitig zu verwöhnen. Dabei zitiert Buddy aus dem Pornomagazin Screw und die beiden stellen Stellungen aus dem Magazin nach, darunter Cunnilingus, Fellatio und Fingern. Derweil wartet Batpussy (Alterego: Dora Dildo) auf ihren nächsten Einsatz, um Gotham City vor dem Verbrechen zu beschützen. Verbrechen bemerkt sie dadurch, dass sie feucht wird. Sie bemerkt, dass anscheinend dieses besagte Paar einen Pornofilm in ihrer Stadt drehen will, ohne dass sie dabei mitmacht. Daraufhin steigt sie auf ihren Hüpfball und macht sie sich auf den Weg zu den beiden. Dabei bekämpft sie erfolgreich einen Vergewaltiger.
Schließlich stößt sie auf das Ehepaar, das immer noch versucht, zum Höhepunkt zu kommen. Sie betritt deren Appartement und stellt sie zur Rede. Schließlich haben sie gemeinsam einen Dreier, bei dem auch ein Dildo zum Einsatz kommt, bis sie sich wieder anzieht und verschwindet.

## Produktion
Über die Produktion des Films ist so gut wie nichts bekannt. Der Film enthält weder einen Vorspann, noch einen Abspann und auch keine Namen außer den Rollennamen sind bekannt. Auf Grund des Dialekts der Darsteller wurde spekuliert, dass der Film aus dem mittleren Süden der USA stamme, vermutlich aus Memphis, Tennessee, wo der Film auch gefunden wurde oder in Texas, worauf der Dialekt der Hauptdarstellerin hindeute. Nachdem der Film später digital restauriert wurde, konnte man eines der Tattoos von Buddy als das Logo der Arkansas Razorbacks identifizieren.
Auch das Filmjahr ist umstritten. So datiert die Internet Movie Database den Film auf 1971, während die Internet Adult Film Database ihn unter dem Titel Adventures of Bat Pussy auf 1973 datiert. Im Film selbst findet sich ein Hinweis: dort ist ein Porno-Magazin namens Screw zu sehen, aus dem Buddy zitiert. Auf dem Cover ist als Datum 14. September 1970 angegeben.
Vermutlich wäre die Existenz des Films nicht bekannt geworden, wenn der Musiker und Filmemacher Mike McCarthy nicht ein Paket mit 200 Pornos auf Super 8 und 16-mm-Film im Hinterzimmer eines alten Pornokinos in Memphis, Tennessee entdeckt hätte. Darunter befand sich auch eine Kopie des 16-mm-Films mit dem Titel „Bat Pussy“. McCarthy leitete die Filme weiter an Mike Vraney, den Gründer von Something Weird Video, einem Filmverleih, der sich auf Exploitationfilme spezialisiert hat. Dieser kaufte die Kiste mit Filmen für 1000 US-Dollar auf.
Something Weird veröffentlichte den Film 1996 als Double Feature mit dem 1973er Pornofilm Baby Bubbles in seiner Reihe „Bucky Beaver's Dragon Art Theatre Triple XXX-Rated Double Feature“. Diese Version enthält ein gesprochenes Intro von Kinobesitzer und Filmproduzent Donn Davison, wobei unklar ist, ob der Film in seinem Kino gezeigt wurde. Der Film erschien später auch als DVD-R-Kopie.
2017 erschien eine digital restaurierte Version als Zusammenarbeit zwischen Something Weird und dem American Genre Film Archive. Der Film wurde auf 2K-Produktion und erlebte seine Premiere am 23. September 2017 beim Fantastic Fest in Austin, Texas. Am 17. Oktober 2017 erschien eine Blu-Ray inklusive Audiokommentar von Mitgliedern der beiden Produktionsgesellschaften sowie Liner Notes von Lisa Petrucci und Mike McCarthy. Als Bonusfilm ist der Softcore-Film Robot Love Slaves (1971) enthalten.

## Rezeption
Der Film erhielt nach seinem Re-Release einige schlechte Kritiken und wurde unter anderem von Gawker Medias io9 und Gizmodo.com als schlechtester Pornofilm aller Zeiten bezeichnet. Zugleich handelte es sich wohl auch um die erste Superhelden-Pornoparodie. Kritisiert wurde die komplette Machart des Pornofilms, angefangen vom Aussehen der Darsteller über die Dialoge, die hauptsächlich aus vulgären Ausdrücken und Beleidigungen, die sich beide Sexpartner zurufen, bestehen. Zudem hat Hauptdarsteller Buddy während des gesamten Films keine Erektion. Beide scheinen zudem  auch betrunken zu sein. Es existiert auch keine Kameraarbeit bei den Sexszenen. Diese wurden in einem Zimmer mit einer starren Kamera gedreht. Beim Dreier nennt Buddy seine Sexpartnerin die ganze Zeit „Batwoman“, bis ihn Sam darauf hinweist, das sie „Bat Pussy“ heißt. Auch bricht die Tonspur an manchen Stellen ab, bei denen der Regisseur vermutlich Anweisungen gegeben hat.